# خيسوس أريزميندي
خيسوس أريزميندي (بالإسبانية: Jesús Arismendi)‏ هو لاعب كرة قدم بيروفي، ولد في 25 مارس 1987 في أريكيبا في بيرو. لعب مع نادي ميلغار أريكيبا.

## وصلات خارجية
- خيسوس أريزميندي على موقع قاعدة بيانات كرة القدم.إي يو (الإنجليزية)
- خيسوس أريزميندي على موقع Soccerway.com (الإنجليزية)